# Dr. Dre
Dr. Dre, pseudonimo di Andre Romelle Young (Compton, 18 febbraio 1965), è un beatmaker, rapper, produttore discografico, imprenditore, ex disc jockey e regista statunitense.
Iniziò a riscuotere consensi con gli N.W.A, tra i primi gruppi a lanciare il gangsta rap. Dopo il loro scioglimento, avvenuto nel 1991, intraprese una fortunata carriera solista e divenne anche un rinomato produttore di album rap, collaborando con artisti come Snoop Dogg, Eminem, Tupac Shakur, 50 Cent, Xzibit, The Game, Busta Rhymes, i Tha Dogg Pound e Ice Cube.
Con la sua esperienza alla guida di varie etichette discografiche, tra cui Death Row Records e Aftermath Entertainment, Dr. Dre contribuì alla creazione del g-funk, stile del West Coast hip hop caratterizzato da testi d'ispirazione gangsta, ritmiche funkeggianti e uso frequente di sintetizzatori. Il g-funk ebbe molto successo negli Stati Uniti tra il 1992 e il 1996, ed è tuttora in voga. La rivista statunitense Forbes ha classificato Dr. Dre al secondo posto tra i rapper più ricchi del mondo, con un patrimonio di circa 800 milioni di dollari. È il fondatore, insieme a Jimmy Iovine, dell'azienda Beats, che produce auricolari ed altoparlanti.

## Biografia

### Infanzia e gli inizi
Dr. Dre nasce a Compton, California, allora una delle città più pericolose di tutti gli Stati Uniti, da Verna Jean Silverson, di origine indiana e hawaiana, e Theodore Young, afroamericano, entrambi cantanti. La madre lo concepisce a 15 anni, egli stesso dice che per questo dicevano alla madre di Dre che suo figlio sarebbe stato una delusione. Dr. Dre infatti afferma che, per questo motivo, voleva diventare qualcuno: per dimostrare che si sbagliavano.
Il nome d'arte del rapper deriva da quello del suo giocatore di pallacanestro preferito, Dr. J (Julius Erving), e dal nome di battesimo Andre. Nel 1981, all'età di sedici anni, agli albori del rap della West Coast, nasce il suo spettacolo radiofonico all'emittente K-Day di Compton. Inoltre le sue serate come DJ nei locali di Los Angeles iniziano ad essere molto seguite. Nel 1982 entra nella World Class Wreckin' Cru, ma le sue idee e banali iniziative non sono condivise dal resto del gruppo.

### N.W.A
Nel frattempo, continua a lavorare come DJ fino alla fine degli anni ottanta. Dopo aver conosciuto Eazy-E, proprietario dell'etichetta indipendente della Ruthless Records, e Ice Cube forma anche con la collaborazione di DJ Yella gli N.W.A (acronimo di Niggaz Wit Attitudes), un gruppo leggendario nello scenario del rap; oltre a Dr. Dre, Eazy-E(il leader), Ice Cube e DJ Yella, ne facevano parte anche MC Ren, The D.O.C. e The Arabian Prince. Gli NWA sono riusciti a spostare l'attenzione del mondo della musica rap da New York alla California e con il pezzo Fuck the Police arrivarono ad attirare l'attenzione dell'FBI, suscitando scalpore nella scena sociale di quegli anni.
A Dr. Dre spetterà il compito di "confezionare" i due primi album del gruppo, Straight Outta Compton (1988) e Efil4zaggin (1991). Responsabile del cambiamento e dell'abbandono della "vecchia scuola" rap grazie al suo modo di rimare completamente nuovo, si distingue soprattutto nelle vesti di produttore: la transizione da electro funk a gangsta lean (quindi da un ritmo veloce ad uno più lento) si deve principalmente a lui. Sempre nel 1988 aveva prodotto con DJ Yella l'album solista dell'amico Eazy-E Eazy-Duz-It.
Ma dal 1990 all'interno del gruppo si presentano i primi problemi: Ice Cube accusa i fondatori della Ruthless Eazy-E e Jerry Heller di aver sottratto una notevole quantità di profitti da "Straight Outta Compton", nessuno degli NWA ci crede e tutti rimangono dalla parte del leader Eazy-E che, avendo creato il gruppo, secondo gli altri NWA non avrebbe fatto mai un simile tradimento nei confronti degli altri membri. Ice Cube esce dal gruppo e, dopo essere stato insultato in varie tracce dell'album Efil4zaggin, risponde con una sua canzone intitolata No Vaseline dall'album Death Certificate. In diverse altre canzoni Cube si accanisce nell'offendere qualcuno di cui non rivela il nome, probabilmente Eazy-E o Jerry Heller. Il successo degli N.W.A fa dimenticare questa storia fino a quando, tempo dopo, Dr. Dre decide di abbandonare il gruppo e la Ruthless Records stanco del modo con cui Eazy-E e Jerry Heller (fondatori della Ruthless) trattavano il suo contratto, e per avere anche più spazio per esprimersi senza dover sottostare ad Eazy, il capo degli NWA.
Probabilmente la vera ragione era che Dre si accorse che Heller - ma soprattutto Eazy E - sottraevano denaro dai profitti di "Straight Outta Compton". Sulla vicenda non si approfondì molto, ma Eazy, che negò tutto, non gli permise di abbandonare la Ruthless, rifiutandosi di firmare lo svincolamento dal contratto. Qualche tempo dopo, Suge Knight, che aveva in mente di fondare la Death Row Records con Dr. Dre, incontrò in privato Eazy-E e gli intimò di svincolare Dre dalla Ruthless minacciandolo. In ogni caso, Eazy fu restio a firmare lo svincolamento di Dre che venne però firmato alla fine da Jerry Heller, il cofondatore della Ruthless. Dopo quanto successo, Dre ed Eazy rimasero in pessimi rapporti. Questa fu la fine degli NWA: tutti i membri lasciarono il gruppo per intraprendere la carriera solista. Solo DJ Yella rimase dalla parte di Eazy-E.

### Death Row Records
Nel 1992, Dre, insieme a Suge Knight, fonda la Death Row Records e nello stesso anno esce il suo primo lavoro da solista, The Chronic: l'album, di taglio spiccatamente funk, diventa un intoccabile capolavoro del rap della West Coast, arrivando in vetta alle classifiche di vendita americane e dando un'ulteriore svolta al rap, nonostante le notevoli critiche da parte di coloro che gli attribuiscono un messaggio volutamente violento e sessista. Negli stessi anni produce Warren G (suo fratellastro) e i Blackstreet e porta sotto i riflettori il talento di Snoop Doggy Dogg, una sua personale scoperta: il primo album di Snoop Dogg, Doggystyle (Death Row Records, 1993), è un pezzo di storia del rap, prodotto esclusivamente da Dr. Dre.
In molti brani di The Chronic Dr. Dre e Doggy Dogg dissavano Eazy-E, dopo quanto era successo tra Dre e Eazy prima che Dre entrasse nella Death Row. Nel video di Fuck with Dre Day Dre fa apparire Eazy-E come "Sleazy-E", un personaggio disperatamente in cerca di denaro. Eazy rispose con un album che presenta come la morte musicale di Dre, l'album di Eazy infatti viene intitolato It's On (Dr. Dre) 187um Killa, e con tracce come "Real Muthaphukkin G's" e "It's On" Eazy-E dissa Dre e Snoop. Eazy-E mostrò alcune foto imbarazzanti di Dre di quando faceva parte della World Class Wreckin Crew, dove Dre è vestito con abiti sgargianti e con uno stile per niente da Gangsta Rapper. Eazy ne approfittò per chiamare Dre "She Thang", ovvero "checca". Eazy-E mostrò quelle foto di Dre per fargli perdere credibilità mettendole addirittura in allegato al suo album per permettere ai suoi ammiratori di deridere Dre. La faida Eazy-E vs Dr. Dre e la Death Row Records si accese moltissimo e fu molto pubblicizzata dai media. Dr. Dre iniziò una serie di minacce nei confronti di Eazy.

Dr. Dre si riappacificò con Ice Cube che nel frattempo aveva fatto successo, i due sentendosi entrambi imbrogliati dalla Ruthless Records decisero di collaborare insieme arrivando persino a voler registrare un album assieme intitolato "Heltah Skeltah", che tuttavia non venne mai completato e venne abbandonato a causa del fatto che i due rapper erano di etichette differenti ed era molto difficile poter realizzare un album in tale situazione. Ad ogni modo, ciò gettò le basi per un'ipotetica riunione degli NWA in futuro.

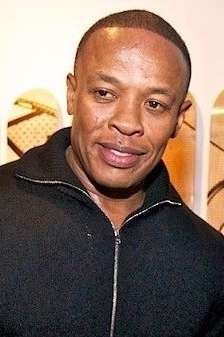
Dr. Dre nel 2011

Nel 1994 cura la supervisione della colonna sonora del film Above the Rim di Jeff Pollack e un anno dopo sforna un nuovo, grandissimo successo, California Love (Death Row Records, 1995), nato dalla collaborazione con Tupac Shakur. Lo stesso Dr. Dre esordisce come regista con Murder Was The Case (1994) e compare come attore in Set it Off (1996) di F. Gary Gray. A partire dal 1988 e fino al 1995 Dr. Dre colleziona un successo dopo l'altro.
Nel febbraio del 1995 Dr. Dre ristabilisce la pace sia con Eazy-E che con Ice Cube, progettando di ricostruire il progetto NWA, ma il tutto verrà stroncato in seguito alla morte di Eazy-E avvenuta 1 mese dopo per HIV, evento che sconvolgerà milioni di appassionati del rapper e gli stessi amici. Così termina la faida con Eazy-E, che Dre tutt'oggi ricorda come il suo primo vero migliore amico dimenticandosi della loro amara faida. Dal 1999 ad oggi considera Eminem "Il suo nuovo Eazy-E" in amicizia.
Sempre nel 1995 Dre lavora alla realizzazione di un suo secondo album intitolato The Chronic 2: Poppa Got a Brand New Funk, ma a causa di alcuni dissapori sorti con la Death Row Records egli decide di voler lasciare la Death Row e abbandona il progetto prima che potesse essere terminato.

### Aftermath Entertainment
Nel 1996, dopo il divorzio dalla moglie, lascia la Death Row Records per formare una nuova etichetta, la Aftermath Entertainment, con la quale produce la compilation album Dr. Dre Presents the Aftermath, da cui il singolo Been There, Done That; nonostante la collaborazione di numerosi artisti (tra cui Nas, RBX, KRS-One, B-Real, Scarface, Mel-Man, King T) non riscuote lo stesso successo critico dei precedenti, ma è certificato disco di platino dalla RIAA.
Dr. Dre è ricordato soprattutto per aver scoperto il talentuoso Eminem e per averlo aiutato a produrre The Slim Shady LP e The Marshall Mathers LP (che la prima settimana ha venduto 1,72 milioni di copie, ciò che lo rende il disco hip hop con la vendita più alta nella prima settimana), lanciando ancora una volta una vera e propria icona futura dell'hip hop. Nel 1997 fonda e prende parte al progetto del supergruppo hip hop The Firm (composto dai newyorkesi AZ, Nas, Foxy Brown e Nature) e all'unico prodotto del gruppo, The Album, che, pur riuscendo ad arrivare al primo posto nella Billboard 200, non ottiene il successo commerciale sperato ed è stroncato dai critici musicali.
Dopo alcuni mesi nel 1999 è la volta di 2001, considerato il suo più grande successo, al pari di The Chronic del 1992. Ai The Source Music Award del 2000, il rapper riceve il riconoscimento per il miglior album dell'anno e i premi come miglior artista e miglior produttore. All'album hanno preso parte, tra gli altri, anche l'amico Snoop Dogg, l'appena scoperto Eminem, Xzibit, Nate Dogg e Mary J. Blidge. Importante è, inoltre, il ruolo del rapper newyorkese Jay-Z, che ha scritto il testo di Still D.R.E., il brano con più successo dell'intero disco.  
Dr. Dre ha prodotto più di 80 dischi, tra cui la maggior parte delle tracce del disco Get Rich or Die Tryin' di 50 Cent nel 2003 e The Documentary di The Game nel 2005, confermandosi ancora (dopo più quindici anni di carriera) uno dei personaggi più attivi e degni di nota del panorama musicale hip hop. Interessante da segnalare è il suo "Up In Smoke Tour", la serie di concerti del 2000 alla quale hanno preso parte, tra gli altri, Snoop Dogg, Eminem, Ice Cube, Dub C, Mack 10, Xzibit, Devin De Dude, MC Ren e Truth Hurts. Nel 2003 si è piazzato al 54º posto nella classifica dei 100 musicisti immortali secondo la rivista Rolling Stone.
L'uscita del suo album Detox (a cui stava lavorando dal 2001) era prevista inizialmente per l'autunno 2005, ma la produzione di dischi di altri artisti ha posticipato l'uscita del album, sebbene era già stato terminato. L'uscita dell'album fu poi rimandata al 2009, ma in nessun caso l'album fu pubblicato. Il 1º febbraio 2011 entra in rotazione radiofonica il primo singolo, I Need a Doctor, in collaborazione con Eminem e nel 2005 ha doppiato uno dei personaggi del videogioco 50 Cent: Bulletproof, con protagonista il celebre rapper 50 Cent.
Il 23 agosto 2008, il secondo figlio di Young, Andre Young Jr., muore all'età di soli 20 anni a casa di sua madre a Woodland Hills. Il medico legale ha stabilito che è morto per una dose mortale di eroina e morfina.
Nel 2015 esce il film Straight Outta Compton, che parla della vita di Dre e di tutti gli N.W.A e nello stesso anno esce il suo disco Compton, che raggiunge i primi posti nella billboard Hot 100, riscuotendo un grande successo. Di spicco sono i singoli Talking to My Diary e Talk About It.
Nel 2016 pubblica il singolo "Come Back to the Business" con la collaborazione di T.I..
Dr. Dre è considerato uno dei più grandi beatmaker della storia, soprannominato infatti Beat King, ovvero Re dei Beat, per gli incredibili beat prodotti e il lancio di nuove icone per la scena Rap e Hip-Hop.

### GTA V e Super Bowl LVI
Il 15 dicembre 2021 prende parte come personaggio del DLC The contract in cui si svolgono varie missioni dove rischiano la vita per riprendere la musica di DRE rubata da un dj che la fa sentire a tutta Los Santos che coinvolgono la sua attività e il suo studio, oltre a permettere di sentire, attraverso la radio del gioco, in anteprima alcuni suoi brani ancora inediti.
Nel 2022 è fra i esecutore dell'halftime show del Super Bowl LVI, facendo orbitare tutta la scena attorno a lui e ai cantanti che ha scoperto col tempo. Erano, infatti, presenti all'halftime show anche esibizioni di Snoop Dogg, 50 Cent, Mary J. Blidge, Kendrick Lamar, Eminem e Anderson Paak, impegnato alla batteria durante l'esecuzione di Lose Yourself. Sono anche state svolte, da Snoop Dogg e Dr. Dre, delle canzoni del grande rapper della scena West Coast 2Pac, nella mitica cornice del SoFi Stadium di Inglewood (Los Angeles).
Durante la partecipazione al Jimmy Kimmel Live, Dr. Dre ha dichiarato di essere al lavoro su un secondo album in collaborazione con Snoop Dogg chiamato Missionary, album che succede il primo fatto dai due, Doggystyle del '93, e nella stessa occasione ha inoltre affermato la propria presenza nel nuovo album di Eminem, The Death of Slim Shady (Coup de Grace).

## Discografia

### Album in studio
- 1992 – The Chronic
- 1999 – 2001
- 2015 – Compton
- 2024 – Missionary (con Snoop Dogg)

### Album in studio cancellati
- 1994 – Heltah Skeltah (con Ice Cube)
- 1998 – Makeup to Break up (con Snoop Dogg)
- 2008 – The Planets
- 2011 – Detox

### Colonne sonore
- 2001 – The Wash

### Album in studio
- World Class – 1985
- Rapped in Romance – 1986

- Straight Outta Compton – 1988
- 100 Miles and Runnin' – 1990
- Niggaz4Life – 1991

## Riconoscimenti

### American Music Awards
| Anno | Nomina  | Premio                      | Risultato       |
| ---- | ------- | --------------------------- | --------------- |
| 1994 | Dr. Dre | Favorite Rap/Hip-Hop Album  | Vincitore/trice |
| 1994 | Dr. Dre | Favorite Rap/Hip-Hop Artist | Vincitore/trice |
| 2001 | Dr. Dre | Favorite Rap/Hip-Hop Artist | Vincitore/trice |

### MTV Video Music Award
| Anno | Nomina                                      | Premio                                          | Risultato       |
| ---- | ------------------------------------------- | ----------------------------------------------- | --------------- |
| 1993 | Nuthin' But a "G" Thang                     | Best Rap Video                                  | Candidato/a     |
| 1994 | Let Me Ride                                 | Best Rap Video                                  | Candidato/a     |
| 1995 | Keep Their Heads Ringin'                    | Best Rap Video                                  | Vincitore/trice |
| 1996 | California Love (con 2Pac & Roger Troutman) | Best Rap Video                                  | Candidato/a     |
| 1997 | Been There, Done That                       | Best Rap Video                                  | Candidato/a     |
| 1997 | No Diggity (con Blackstreet & Queen Pen)    | Best Rap Video                                  | Candidato/a     |
| 1997 | No Diggity (con Blackstreet & Queen Pen)    | Best R&B Video                                  | Candidato/a     |
| 1999 | Guilty Conscience (con Eminem)              | Breakthrough Video                              | Candidato/a     |
| 1999 | My Name Is (con Phillip Atwell))            | Best Direction in a Video                       | Candidato/a     |
| 2000 | The Real Slim Shady (con Phillip Atwell))   | Best Direction in a Video                       | Candidato/a     |
| 2000 | Forgot About Dre (con Eminem)               | Best Rap Video                                  | Vincitore/trice |
| 2001 | Stan                                        | Best Direction in a Video (con Phillip Atwell)) | Candidato/a     |
| 2009 | Nuthin' But a "G" Thang                     | Best Video (That Should Have Won a Moonman)     | Candidato/a     |

### Grammy Award
Ha ricevuto 17 candidature ai Grammy, vincendo il premio in 5 occasioni.
| Anno | Nomina | Premio                                 | Risultato       |
| ---- | --- | -------------------------------------- | --------------- |
| 1994 | Let Me Ride                                                                                                   | Best Rap Performance                   | Vincitore/trice |
| 1994 | Nuthin' But a "G" Thang (con Snoop Dogg)                                                                      | Best Rap Performance by a Duo or Group | Candidato/a     |
| 1996 | Keep Their Heads Ringin'                                                                                      | Best Rap Performance                   | Candidato/a     |
| 1997 | California Love (con 2Pac & Roger Troutman)                                                                   | Best Rap Performance by a Duo or Group | Candidato/a     |
| 1998 | No Diggity (con Chauncey Hannibal, Teddy Riley, William Stewart, Lynise Walters, Richard Vick & Bill Withers) | Best R&B Song                          | Candidato/a     |
| 2000 | Still D.R.E. (con Snoop Dogg)                                                                                 | Best Rap Performance by a Duo or Group | Candidato/a     |
| 2000 | Guilty Coscience (con Eminem)                                                                                 | Best Rap Performance by a Duo or Group | Candidato/a     |
| 2001 | Forgot About Dre (con Eminem)                                                                                 | Best Rap Performance by a Duo or Group | Vincitore/trice |
| 2001 | The Marshall Mathers LP (Eminem con Richard Huredia)                                                          | Best Rap Album                         | Vincitore/trice |
| 2001 | 2001 | Best Rap Album                         | Candidato/a     |
| 2001 | The Next Episode (con Snoop Dogg, Kurupt & Nate Dogg)                                                         | Best Rap Performance by a Duo or Group | Candidato/a     |
| 2006 | Encore (con Eminem & 50 Cent)                                                                                 | Best Rap Performance by a Duo or Group | Candidato/a     |
| 2010 | Crack a Bottle (con Eminem & 50 Cent)                                                                         | Best Rap Performance by a Duo or Group | Vincitore/trice |
| 2010 | Relapse (Eminem)                                                                                              | Best Rap Album                         | Vincitore/trice |
| 2012 | I Need a Doctor (con Eminem & Skylar Grey)                                                                    | Best Rap/Sung Performance              | Candidato/a     |
| 2012 | I Need a Doctor (con Eminem & Skylar Grey)                                                                    | Best Rap Song                          | Candidato/a     |
| 2016 | Compton | Best Rap Album                         | Candidato/a     |

## Filmografia
- Set It Off - Farsi notare, regia di F. Gary Gray (1996)
- The Up In Smoke Tour, regia di Snoop Dogg (2000) - concerto
- Training Day, regia di Antoine Fuqua (2001)
- The Wash, regia di DJ Pooh (2001)
- Straight Outta Compton, regia di F. Gary Gray (2015)
- The Defiant Ones, regia di Allen Hughes (2017)
- All Eyez on Me, regia di Benny Boom (2017)